# 约斯塔站
约斯塔站是拉脱维亚叶尔加瓦-利耶帕亚铁路上的一个火车站，车站建于1928年，然而因为经营不善于2001年6月15日停止运营，目前该车站已是一堆废墟。